# Désiré de Bourges
Désiré de Bourges, né en mars 512 à Sancy (Seine-et-Marne) et mort le 8 mai 550 est un chancelier mérovingien  et évêque de Bourges au VIe siècle. Il est un saint de l'Église catholique fêté le 8 mai.

## Biographie
Desideratus (Désiré) est né dans une famille de la haute aristocratie franque en mars 512. Selon la tradition, ses parents vivent à Soissons et consacrent volontiers du temps et de l'argent pour aider les pauvres, à presque transformer leur demeure en petit hôtel-dieu. 
Il devient haut fonctionnaire des rois Clotaire et Childebert, fils de Clovis, avec le titre de cancellarius, (chancelier) ou gardien du sceau royal. Au milieu des fastes de la cour, Désiré mène une vie responsable et engagée. Il utilise le pouvoir de sa fonction pour éradiquer l'hérésie et punir la simonie. À plusieurs reprises, il exprime le désir de se retirer dans un monastère, mais le roi s'y oppose,   lui disant qu'il doit penser davantage au bien-être du peuple qu'à ses propres inclinations.
En 538, il succède à Arcade comme archevêque de Bourges. Durant son épiscopat, il participe à plusieurs conciles. En 549, il assiste au cinquième concile d'Orléans, où l'on rappelle la condamnation des hérésies de Nestorius (deux personnes dans le Christ : une divine, une humaine) et d'Eutychès (le Christ ne possède que la nature divine), qu'avaient solennellement condamnées l'une le concile d'Éphèse en 431, l'autre le concile de Chalcédoine en 451. 
Il meurt après le deuxième concile de Clermont, également appelé deuxième concile d'Auvergne, tenu par dix évêques où les canons du concile d'Orléans sont adoptés.

## Culte
En Belgique, il est le patron des tisseurs de Liège, et de la paroisse de Latinne en Hesbaye.
En France, la commune de Saint-Désiré lui a dédié une église.

## Églises
- Église Saint-Désiré de Lons-le-Saunier
- Église Saint-Désiré de Saint-Désiré
- Église Saint-Désiré de Leyrat
- Église Saint-Désiré de Latinne
- Église Saint-Désiré à Thetford Mines
- Eglise Saint-Désiré à Pérassay
- Église Saint-Désiré à Gros-Réderching
- Église Saint-Désiré de Champagné
- Église Saint-Désiré à Byans-sur-Doubs